# Der schlafende Tiger
Der schlafende Tiger (englischer Originaltitel: Space Seed) ist die nach Ausstrahlungsreihenfolge 22. bzw. nach Produktionsreihenfolge 24. Episode der ersten Staffel der Science-Fiction-Fernsehserie Raumschiff Enterprise. Sie wurde in englischer Sprache erstmals am 16. Februar 1967 von NBC ausgestrahlt. In Deutschland war sie zum ersten Mal am 21. Oktober 1972 in einer synchronisierten Fassung im ZDF zu sehen.

## Handlung
Im Jahr 2267, bei Sternzeit 3141,9 trifft die Enterprise auf ein zunächst unbekanntes Raumschiff, das schließlich als das über hundert Jahre alte Erdenraumschiff SS Botany Bay identifiziert werden kann. Es stammt aus den 1990er Jahren. Zu dieser Zeit tobten auf der Erde die „Eugenischen Kriege“, ausgelöst durch genetisch aufgewertete Menschen, sogenannte Augments, die den Großteil der Welt unter sich aufgeteilt hatten. Aufgrund äußerst lückenhafter Aufzeichnungen aus dieser Zeit enthält die Schiffsdatenbank der Enterprise fast keine Informationen über die Botany Bay. Da mehrere schwache Lebenszeichen registriert werden, beschließt Captain Kirk, mit einem Außenteam, bestehend aus ihm, Schiffsarzt McCoy, Chefingenieur Scott und der Historikerin Marla McGivers, hinüber zu beamen. Sie finden dort zahlreiche Kryostase-Kammern mit Menschen im Tiefschlaf vor. Die Anwesenheit des Teams löst ein Automatiksystem aus, durch das der Anführer der Besatzung erwacht. Dieser begleitet das Außenteam zurück auf die Enterprise.
Dort stellt er sich als Khan vor, liest sich in die technischen Entwicklungen der vergangenen Jahrzehnte ein und schlägt Marla McGivers in seinen Bann. McGivers, die schon immer ein Interesse an großen Männern der Geschichte hatte, verliebt sich in Khan, was dieser ausnutzt, um ihre Hilfe bei der Übernahme der Enterprise zu erzwingen. Unterdessen haben Nachforschungen ergeben, dass es sich bei Khan um Khan Noonien Singh handelt, der zwischen 1992 und 1996 über ein Viertel der Erde herrschte. Kirk lässt daraufhin eine Wache vor Khans Quartier aufstellen. Khan jedoch schlägt die Wache nieder, beamt mit Hilfe von McGivers auf die Botany Bay und weckt seine Gefährten aus dem Kälteschlaf. Als sein Ausbruch bemerkt wird, ist es bereits zu spät, denn die Enterprise lässt sich von der Brücke aus nicht mehr kontrollieren und auch die Sauerstoffzufuhr wurde abgeschaltet.
Als seine Leute die Kontrolle über die Enterprise übernommen haben, versammelt Khan die Führungsoffiziere im Konferenzraum. Er offenbart ihnen, dass er vorhat, das Universum zu erobern, und bietet ihnen an, sich ihm anzuschließen. Da sich alle weigern, will er ihre Kooperation erzwingen, indem er eine Videoübertragung von Captain Kirk zeigt, der sich in einer Unterdruckkammer befindet, in der langsam der Druck verringert wird. Die Enterprise-Besatzung soll sich ihm anschließen oder Kirk wird einen langsamen Tod sterben und alle anderen werden ihm folgen. McGivers verlässt den Konferenzraum unter dem Vorwand, den Tod des Captains nicht mit ansehen zu wollen. Tatsächlich aber befreit sie Kirk durch eine List. Anschließend gelingt es beiden, den ersten Offizier Spock zu befreien, der das Schiff mit einem Nervengas flutet, das die Angreifer betäubt. Einzig Khan kann entkommen und verschanzt sich im Maschinenraum, um eine Zerstörung der Enterprise einzuleiten. Kirk kann ihn schließlich überwältigen und die Gefahr abwenden.
Anschließend kommt es zu einer Anhörung, bei der Kirk entscheidet, keine Anklage gegen Khan und seine Leute zu erheben, wenn diese im Gegenzug einer Verbannung auf den nahe gelegenen Planeten Ceti Alpha V akzeptieren. Khan willigt ein und Marla McGivers, der eine Anklage vor einem Militärgericht droht, begleitet ihn.

## Besonderheiten

### Verbindungen zu anderen Star-Trek-Produktionen
Der schlafende Tiger ist eine der wenigen Folgen, in denen halbwegs genaue Angaben zur Handlungszeit der Serie Raumschiff Enterprise gemacht werden. Allerdings sind die verschiedenen Angaben innerhalb der Serie nicht konsistent und stimmen auch nicht mit der später als kanonisch etablierten Handlungszeit in den 2260er Jahren überein. Da in Der schlafende Tiger die 1990er Jahre mehr als hundert Jahre in der Vergangenheit liegen, müsste die Handlung im frühen 22. Jahrhundert spielen. In der Folge Tödliche Spiele auf Gothos wird hingegen eine Handlungszeit im 27. oder 28. Jahrhundert impliziert. In Seit es Menschen gibt wiederum wird angegeben, dass der Tod von Abraham Lincoln drei Jahrhunderte zurückliegt, was die Handlung etwa in die Mitte des 22. Jahrhunderts verlegen würde.
Die Figur des Khan Noonien Singh, die Augments und die Eugenischen Kriege wurden in späteren Star-Trek-Produktionen mehrfach wieder aufgegriffen:
- In der Zeichentrickserie Die Enterprise wurde 1973 in der Folge Das Superhirn ein weiterer Augment namens Stavos Keniclius V. eingeführt.
- Der 1982 produzierte Spielfilm Star Trek II: Der Zorn des Khan ist eine direkte Fortsetzung von Der schlafende Tiger. Hier verschiebt sich durch eine kosmische Katastrophe die Umlaufbahn von Ceti Alpha V, wodurch sich die Lebensbedingungen erheblich verschlechtern. Ein Großteil von Khans Leuten, einschließlich seiner Frau Marla McGivers, sterben und Khan sinnt nun auf Rache an Kirk. Neben den Darstellern der Enterprise-Crew wurde nur noch Ricardo Montalbán für eine erneute Verkörperung von Khan verpflichtet. Keiner seiner Gefolgsleute, die in Der schlafende Tiger gezeigt wurden, tritt im Film wieder auf. Lediglich eine Figur namens Joaquim (gespielt von Mark Tobin) aus der Folge ist möglicherweise mit Joachim (gespielt von Judson Scott) aus dem Film identisch.[1]
- Die zwischen 1993 und 1999 produzierte Serie Star Trek: Deep Space Nine setzt sich in mehreren Folgen mit der Thematik der genetischen Aufwertung auseinander, die während der Handlungszeit im späten 24. Jahrhundert in der Föderation seit langem verboten ist, aber heimlich immer wieder angewendet wird.
- 2004 entstanden in der vierten Staffel der Serie Star Trek: Enterprise drei Folgen über einen Wissenschaftler namens Arik Soong, der mehrere genetisch verbesserte Embryonen aus der Zeit der Eugenischen Kriege entwendet und aufgezogen hat.
- Der 2013 entstandene Spielfilm Star Trek Into Darkness erzählt eine alternative Geschichte von Khan.
- In der 2022 gestarteten Serie Star Trek: Strange New Worlds ist eine der Hauptfiguren, die Sicherheitschefin La’an Noonien-Singh, eine Nachfahrin von Khan. Eine andere Hauptfigur, die erste Offizierin Una Chin-Riley, gehört dem Volk der Illyrianer an, das genetische Aufwertungen betreibt und verheimlicht diese Tatsache vor der Sternenflotte. In Folge 2.03 (Morgen und morgen und morgen) unternimmt La’an Noonien-Singh eine Zeitreise ins Jahr 2022 und trifft dort auf den jungen Khan.
- In Raumschiff Enterprise – Das nächste Jahrhundert und Star Trek: Lower Decks gibt es kurze Erwähnungen von Khan.

Die genaue Chronologie des späten 20. und frühen 21. Jahrhunderts wurde in den verschiedenen Star-Trek-Produktionen äußerst inkonsistent behandelt. Während hier noch die „Eugenischen Kriege“ und der „Dritte Weltkrieg“ synonym verwendet und in den 1990er Jahren angesiedelt wurden, wurden in späteren, in den 1980er und 1990er Jahren produzierten Serien konkrete Jahreszahlen weitgehend vermieden. Der 1996 veröffentlichte Film Star Trek: Der erste Kontakt behandelte den „Dritten Weltkrieg“ dann als ein separates Ereignis, das zwischen 2026 und 2053 stattfand. 2022 wurde die Chronologie in der zweiten Staffel von Star Trek: Picard und der Pilotfolge von Star Trek: Strange New Worlds erneut revidiert: In Picard findet eine Zeitreise ins Jahr 2024 statt, in dem es offensichtlich (noch) keine „Eugenischen Kriege“ gegeben hat. Stattdessen wird nur auf ein „Projekt Khan“ referiert, das zwischen 1992 und 1996 stattfand und sich mit der Erschaffung genetisch aufgewerteter Menschen beschäftigte. In Strange New Worlds ist von einem (vermutlich um 2026 beginnenden) langen globalen Konflikt die Rede, der als „Zweiter amerikanischer Bürgerkrieg“ beginnt, später als „Eugenischer Krieg“ bezeichnet wird und schließlich in den „Dritten Weltkrieg“ mündet. Innerhalb des Star-Trek-Kanons werden diese Inkonsistenzen zum einen durch lückenhafte historische Aufzeichnungen erklärt. In Folge 2.03 (Morgen und morgen und morgen) von Star Trek: Strange New Worlds wurde zudem erwähnt, dass der in Star Trek: Enterprise thematisierte „Temporale Kalte Krieg“ zu einer Veränderung der ursprünglichen Zeitlinie führte, wodurch die „Eugenischen Kriege“ um mindestens 30 Jahre in die Zukunft verschoben wurden.

### Besonderheiten der deutschen Synchronfassung
In der deutschen Synchronfassung wurden alle Jahresangaben, die sich auf das 20. Jahrhundert beziehen, um hundert Jahre erhöht. In den deutschen Untertiteln auf Paramount+ werden jedoch die originalen Zeitangaben genutzt. So entstammt die SS Botany Bay in diesen den 1990er Jahren.
Die ursprüngliche deutsche Fassung wurde um einige Minuten gekürzt. Unter anderem fehlte fast die gesamte Gerichtsverhandlung am Ende der Folge. Erst mit der Veröffentlichung auf DVD im Jahr 2004 war die Folge in voller Länge auf Deutsch erhältlich. Die geschnittenen Szenen wurden hierfür neu synchronisiert.

## Produktion

### Drehbuch
Carey Wilbers Grundlage für Der schlafende Tiger war ein Drehbuch, das er für die zwischen 1949 und 1955 ausgestrahlte Science-Fiction-Serie Captain Video and His Video Rangers geschrieben hatte. In dieser Geschichte werden Personen aus dem antiken Griechenland in Kälteschlaf versetzt und ins All geschickt, wo Menschen aus der Zukunft sie wieder aufwecken und feststellen, dass sie über mythische Kräfte verfügen. Diese überlegenen Kräfte würden für Der schlafende Tiger zum Ergebnis genetischer Manipulationen abgeändert.
Im ursprünglichen Drehbuchentwurf sollte der Anführer der Augments ein Skandinavier namens Harold Erricsen sein. Dies wurde mehrfach geändert und schließlich wurde aus ihm ein Sikh namens Sabahl Khan Noonien. Offenbar in letzter Minute wurde der Name noch einmal in Khan Noonien Singh geändert, denn James Blish, der eine Romanfassung der Folge schrieb und dafür nur Drehbuchentwürfe verwenden konnte, verwendete den Namen Sabahl Khan Noonien. Der endgültige Name geht zurück auf Kim Noonien Wang, einen Freund des Star-Trek-Schöpfers Gene Roddenberry, mit dem er im Zweiten Weltkrieg gedient hatte. Roddenberry hatte später den Kontakt zu ihm verloren und hoffte, er würde sich melden, wenn er in der Serie seinen Namen hören würde.
Weiterhin sah der ursprüngliche Drehbuchentwurf vor, dass die Botany Bay eines von zahlreichen Schiffen gewesen sein sollte, mit denen sich die Erde ihrer Verbrecher entledigt hatte. Von dieser Idee leitet sich auch der Name des Schiffs ab. Die Botany Bay im heutigen Stadtgebiet von Sydney wurde 1787 für die erste Sträflingskolonie des Königreichs Großbritannien in Australien ausgewählt. Die Geschichte wurde aber letztlich dahin umgearbeitet, dass Khan und seine Leute sich bewusst dafür entschieden hatten, die Erde zu verlassen. Der Schiffsname wurde dennoch beibehalten.

### Darsteller
Blaisdell Makee, Darsteller von Lieutenant Spinelli, spielte auch Lieutenant Singh in der Folge Ich heiße Nomad.
Mark Tobin, Darsteller von Joaquin, spielte auch einen Klingonen in der Folge Das Gleichgewicht der Kräfte.

### Kostüme
Khan trägt in dieser Folge insgesamt fünf verschiedene Bekleidungen. Dies ist die einzige Folge, in der Scott zu seiner Galauniform eine Hose trägt; sonst trägt er stets einen Kilt.

## Adaptionen
James Blish schrieb eine Textfassung von Der schlafende Tiger, die auf Englisch erstmals 1968 in der Geschichtensammlung Star Trek 2 erschien. Die deutsche Übersetzung erschien 1972.
Jenny Parks verarbeitete Der schlafende Tiger als eine von mehreren Raumschiff-Enterprise-Episoden in ihrem 2017 erschienenen Buch Star Trek Cats, in dem die Hauptfiguren der Serie als Katzen dargestellt werden.

## Rezeption
Terry J. Erdmann und Paula M. Block listen Der schlafende Tiger in ihrem 2008 erschienenen Referenzwerk Star Trek 101 als eine der zehn wichtigsten Folgen der Originalserie Raumschiff Enterprise auf.
Alex Knapp listete Der schlafende Tiger 2011 in Forbes als eine der zehn besten Folgen im ganzen Star-Trek-Franchise auf, die sich mit den Themen Künstliche Intelligenz, technologische Singularität, Transhumanismus und Post-Knappheits-Gesellschaft befassen.
Zack Handlen nannte Der schlafende Tiger 2012 als eine der zehn Folgen von Raumschiff Enterprise, die die Serie am besten repräsentieren.
Scott Collura und Jesse Schedeen führten Der schlafende Tiger 2013 auf ign.com in einer Liste der 25 besten bis dahin ausgestrahlten Star-Trek-Folgen auf Platz 14.
Charlie Jane Anders führte Der schlafende Tiger 2014 auf gizmodo.com in einer Liste der 100 besten bis dahin ausgestrahlten Star-Trek-Folgen auf Platz 15.
Sven Harvey zählte Der schlafende Tiger 2015 auf der Website Den of Geek als eine der 25 besten Folgen der beiden Serien Raumschiff Enterprise und Die Enterprise.
Tim Baker führte Der schlafende Tiger 2016 in Newsweek in einer Auflistung der zehn besten Folgen von Raumschiff Enterprise auf Platz 9.
David Morgan führte Der schlafende Tiger 2016 auf cbsnews.com als eine der besten Folgen von Raumschiff Enterprise auf.
Aaron Couch und Graeme McMillan erstellten 2016 anlässlich des 50-jährigen Jubiläums von Star Trek in Zusammenarbeit mit verschiedenen Beteiligten aus dem Franchise für den Hollywood Reporter eine Liste der 100 besten bis dahin ausgestrahlten Folgen. Der schlafende Tiger wurde hierbei auf Platz 5 gewählt.
Matthew Fisher erstellte 2017 für die Website whatculture.com eine Liste der 30 besten Star-Trek-Folgen. Der schlafende Tiger führte er hier auf Platz 24.
Elena Holodny und Andy Kiersz führten Der schlafende Tiger 2017 auf businessinsider.com in einer Aufstellung der 13 besten Folgen von Raumschiff Enterprise auf Platz 5.
Angelica Jade Bastién schrieb 2017 auf vulture.com eine Einführung für Neulinge ins Star-Trek-Franchise und nannte dabei Der schlafende Tiger als eine der besten Folgen von Raumschiff Enterprise.
Silas Lesnick listete Der schlafende 2018 in einer Aufstellung der 20 besten Folgen von Raumschiff Enterprise auf Platz 7.
Juliette Harrisson empfahl Der schlafende Tiger 2018 auf der Website Den of Geek als eine der Folgen, die man gesehen haben sollte, wenn man die Grundlagen von Star Trek verstehen möchte.
Sean Ferrick erstellte 2020 für die Website whatculture.com eine Liste der 25 besten Star-Trek-Folgen. Der schlafende Tiger führte er hier auf Platz 16.
Kristy Ambrose erstellte 2020 für screenrant.com auf der Grundlage von IMDb-Bewertungen eine Liste der zehn besten Raumschiff-Enterprise-Folgen. Der schlafende Tiger landete dabei auf Platz 5.
Paul Rowe listete Der schlafende Tiger 2020 auf popmasters.com in einer Aufstellung der 20 besten Folgen von Raumschiff Enterprise auf Platz 3.
Sam Stone führte Der schlafende Tiger 2021 auf cbr.com als eine der zehn wichtigsten Folgen von Raumschiff Enterprise.
Ryan Britt führte Der schlafende Tiger 2021 auf der Website Den of Geek als eine von zehn Raumschiff-Enterprise-Folgen, die das Franchise am besten definieren.
Christian Blauvelt listete Der schlafende Tiger 2022 auf hollywood.com in einem Ranking aller 79 Raumschiff-Enterprise-Folgen auf Platz 5.

## Parodien und Anspielungen
Die Handlung der 2000 veröffentlichten Folge 6.14 (Abaddon – Der Todesengel) der Serie Outer Limits – Die unbekannte Dimension ist sehr stark an Der schlafende Tiger angelehnt. Hier findet ein Raumschiff des 23. Jahrhunderts eine Raumkapsel, in der sich ein Rebell in Kryostase befindet, der vor 150 Jahren für den Tod von mehr als einer Million Menschen verantwortlich war.
In der Zeichentrickserie Futurama gibt es mehrere Anspielungen auf Khan und die SS Botany Bay.
Die Handlung der 2009 entstandenen Porno-Parodie This Ain’t Star Trek XXX basiert lose auf Der schlafende Tiger.